# Canal carótico

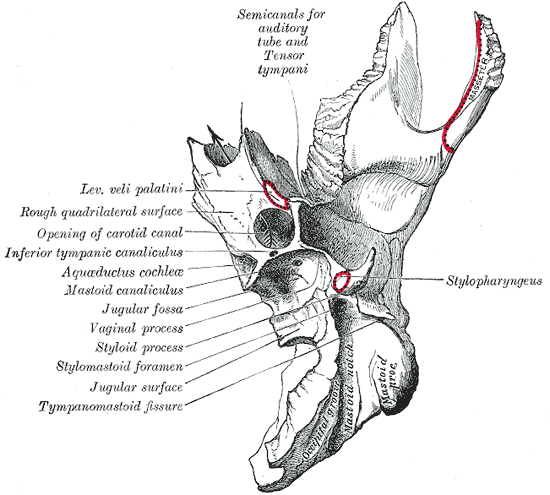

O canal carótico ou carotídeo é um forame situado na base do crânio. Localiza-se no osso temporal, anteriormente ao forame jugular. Serve de passagem para a artéria carótida interna, plexos venosos e plexos simpáticos. No trajeto ainda dentro do canal, a artéria carótida interna sofre um desvio horizontal e medial até emergir e entrar no crânio.